# Adesmia maulina
Adesmia maulina là một loài thực vật có hoa trong họ Đậu. Loài này được (Reiche) K. Schum. miêu tả khoa học đầu tiên năm 1900.